# Torpoint
Torpoint (Limba cornică: Penntorr) este un oraș în comitatul Cornwall, regiunea South West, Anglia. Orașul se află în districtul Caradon.